# Myslivna u Tetova
Myslivna u Tetova se nalézá v lese u silnice spojující obce Uhlířská Lhota a Hradišťko II v okrese Pardubice. Budova myslivny postavená v roce 1920 je od 31. 10. 2003 chráněna jako nemovitá kulturní památka ČR.

## Popis
Areál myslivny u Tetova je tvořen přízemní obdélnou budovou hájovny, podélně orientovanou k silnici, jejíž protějšek tvoří podélná hospodářská budova (stáje). Obě budovy jsou postaveny v jednotném stylu a materiálovém provedení v kombinaci režného cihelného zdiva, hladkých bílých omítek a tmavě natřeného dřeva.

## Fotogalerie

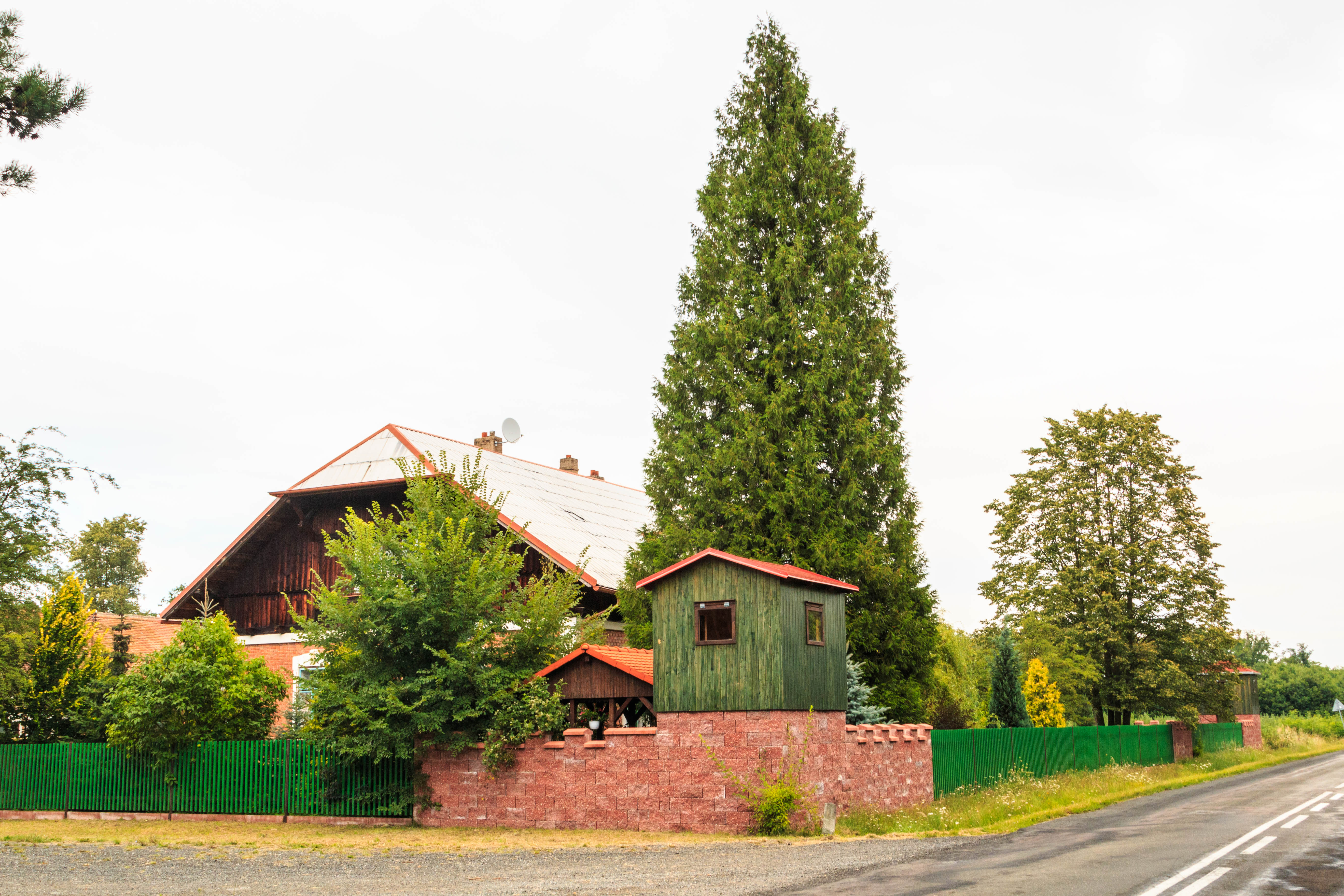
myslivna u Tetova - stav v roce 2017
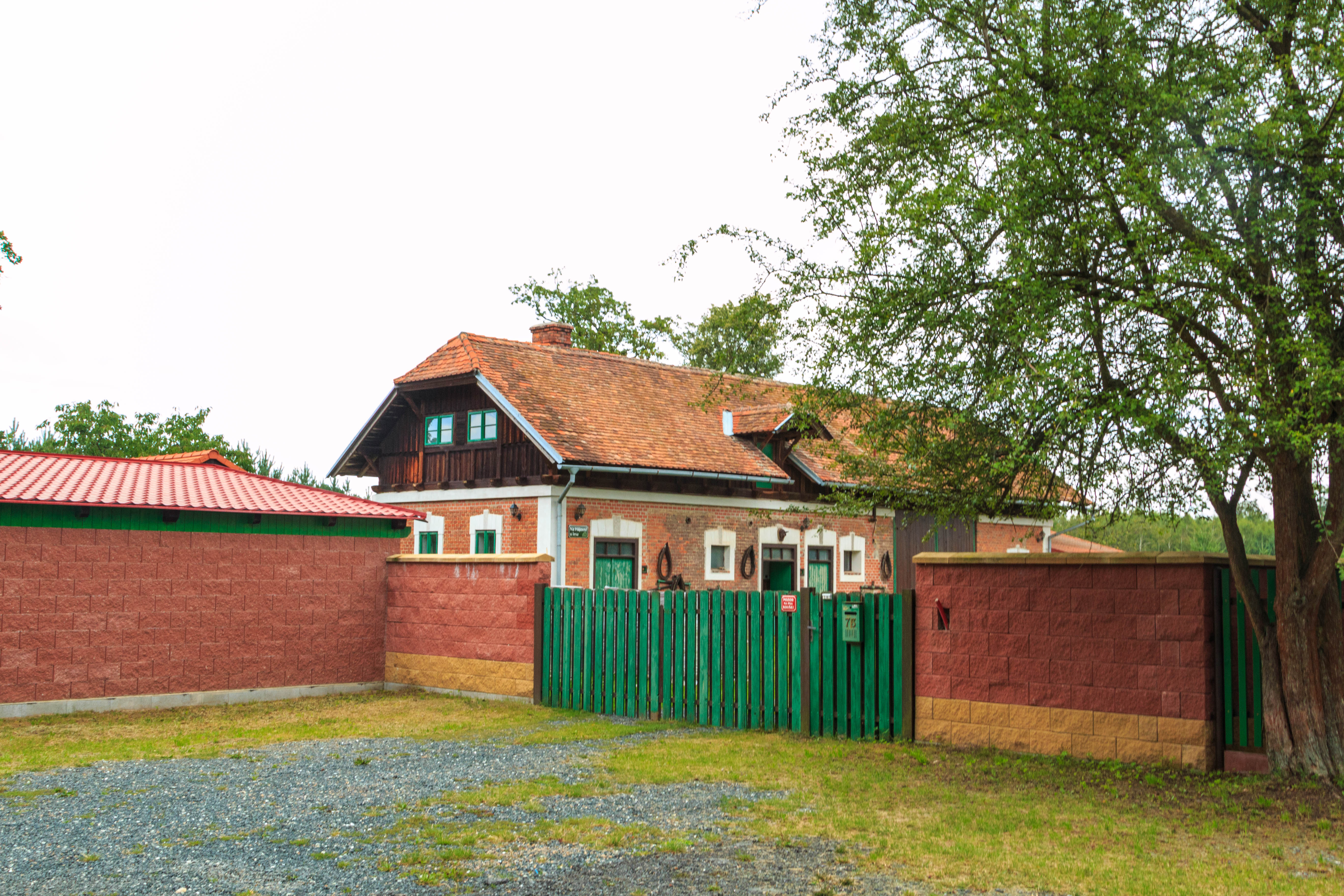
myslivna u Tetova - stav v roce 2017
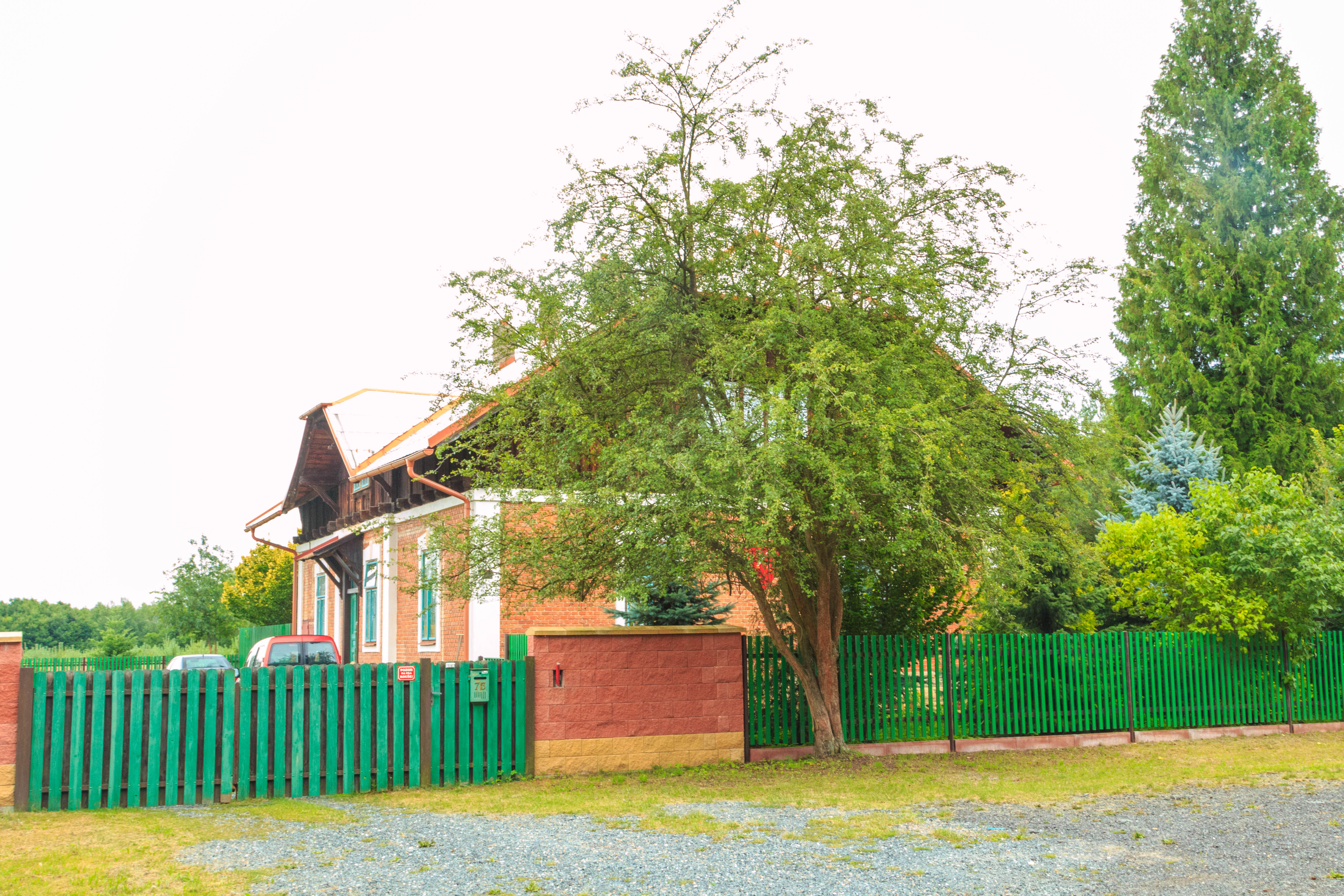
myslivna u Tetova - stav v roce 2017
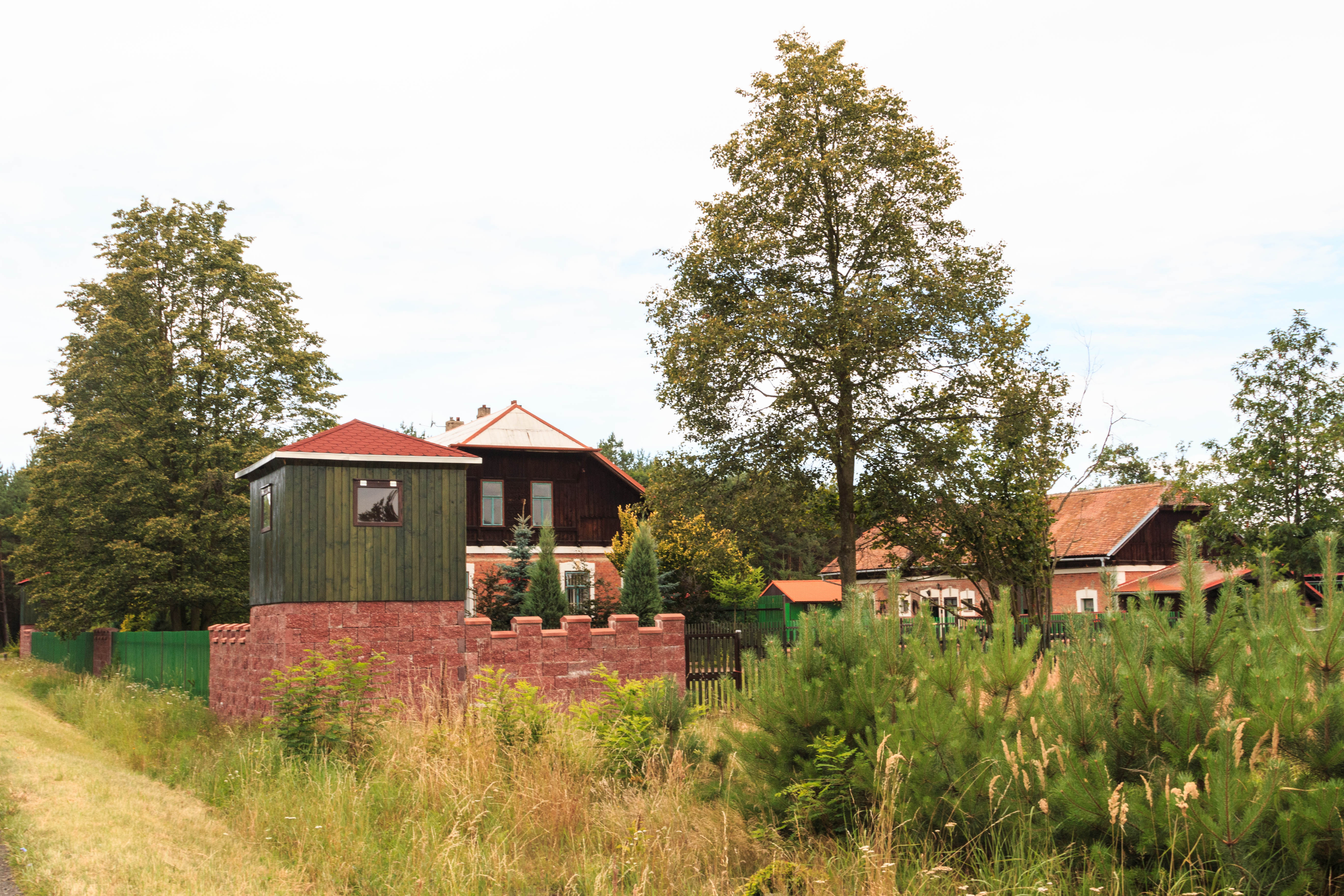
myslivna u Tetova - stav v roce 2017